# ساندرو غراندي
ساندرو غراندي (29 سبتمبر 1977 في كندا - ) هو لاعب كرة قدم كندي في مركز الوسط. شارك مع منتخب كندا لكرة القدم. أما مع النوادي، فقد لعب مع إمباكت مونتريال ونادي بريشيا ونادي سودوفا ماريامبوله ونادي فروسينوني ونادي فيكينغ ونادي كاتانزارو ونادي مولده ونادي بوتنزا وCittà di Isernia San Leucio SSD ‏ وSSD Cynthialbalonga ‏.

## وصلات خارجية
- ساندرو غراندي على موقع الاتحاد الدولي (مؤرشف)  (الإنجليزية)
- ساندرو غراندي على موقع قاعدة بيانات كرة القدم.إي يو (الإنجليزية)
- ساندرو غراندي على موقع ناشيونال فوتبول تيمز (الإنجليزية)